# Bedford Park (Estados Unidos)
Bedford Park es una villa ubicada en el condado de Cook en el estado estadounidense de Illinois. En el Censo de 2010 tenía una población de 580 habitantes y una densidad poblacional de 37,11 personas por km².

## Geografía
Bedford Park se encuentra ubicada en las coordenadas 41°46′2″N 87°47′44″O / 41.76722, -87.79556. Según la Oficina del Censo de los Estados Unidos, Bedford Park tiene una superficie total de 15.63 km², de la cual 15.36 km² corresponden a tierra firme y (1.76%) 0.27 km² es agua.

## Demografía
Según el censo de 2010, había 580 personas residiendo en Bedford Park. La densidad de población era de 37,11 hab./km². De los 580 habitantes, Bedford Park estaba compuesto por el 83.79% blancos, el 0.69% eran afroamericanos, el 0.34% eran amerindios, el 0% eran asiáticos, el 0% eran isleños del Pacífico, el 13.45% eran de otras razas y el 1.72% pertenecían a dos o más razas. Del total de la población el 24.31% eran hispanos o latinos de cualquier raza.

## Educación
El Distrito Escolar 104 del Condado de Cook gestiona las escuelas primarias y medias públicas que sirven a Bedford Park.